# 比格克里克鎮區 (阿肯色州錫巴斯琴縣)
比格克里克鎮區（英語：Big Creek Township）是位於美國阿肯色州錫巴斯琴縣的一個行政鎮區。

## 地方資料
比格克里克鎮區的面積為56.01平方千米，當中陸地面積為52.45平方千米，而水域面積為3.56平方千米。根據2010年美國人口普查的數據，當地共有人口3715人，而人口密度為每平方千米66.33人。